# Festuca papuana
Festuca papuana är en gräsart som beskrevs av Otto Stapf. Festuca papuana ingår i släktet svinglar, och familjen gräs. Inga underarter finns listade i Catalogue of Life.